# Flottenverein

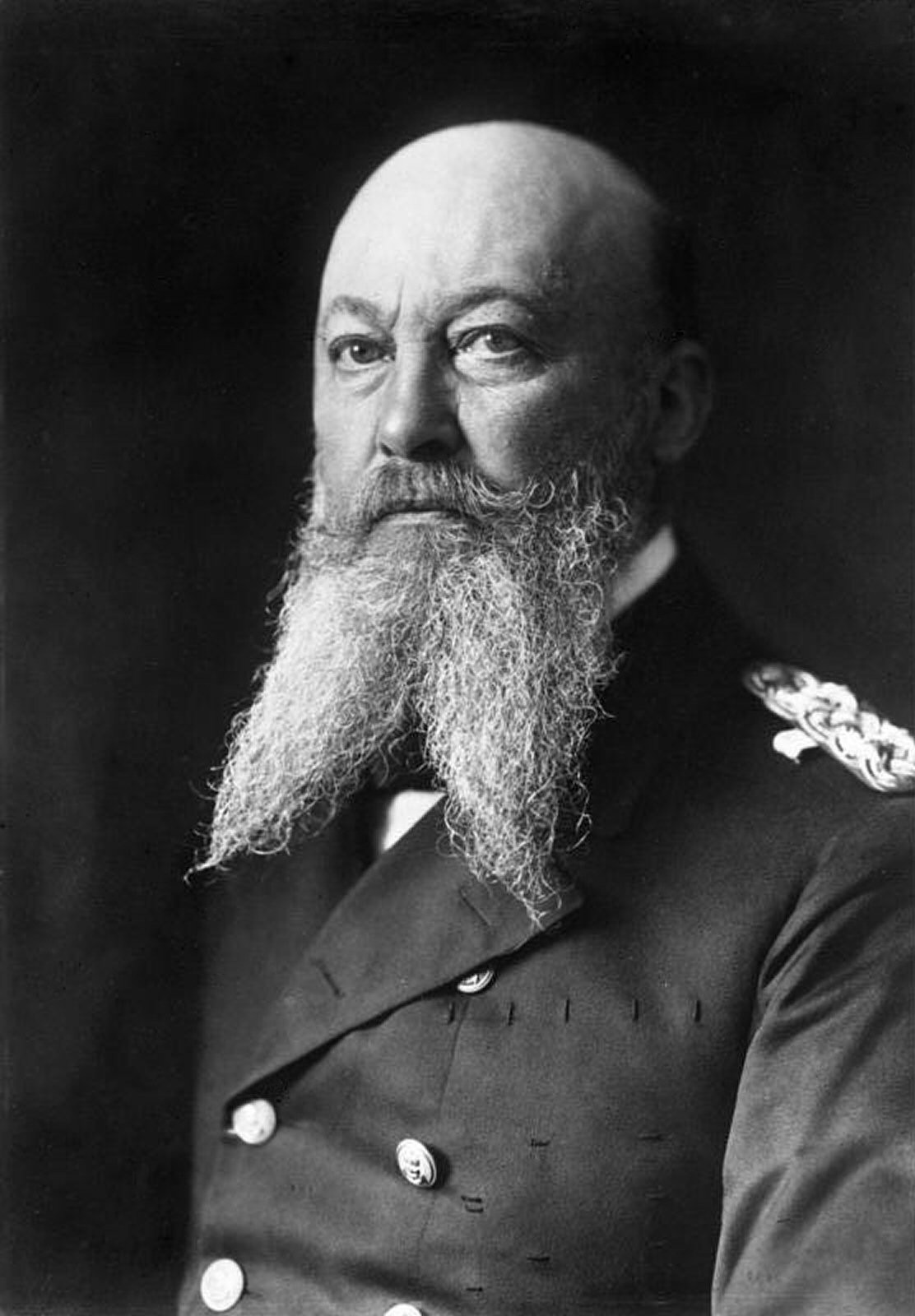
El contraalmirante Alfred von Tirpitz, secretario de la Oficina Naval Imperial Alemana, 1903.

La Liga de la Flota Alemana (en alemán: Deutscher Flottenverein) fue un grupo de interés en el Imperio alemán, formado el 30 de abril de 1898 por iniciativa del contraalmirante Alfred von Tirpitz, a través de la Oficina Naval Imperial Alemana —que dirigió entre 1897 y 1916—. La componían diferentes individuos y asociaciones que apoyaban la expansión de la Armada Imperial Alemana. En concreto, pretendía desarrollar una presión popular en el Parlamento alemán (Reichstag) para aprobar las leyes navales de 1898 y 1900, y los gastos correspondientes.
Desde su creación, tuvo una influencia decisiva en la carrera armamentista y en la política navalista del Imperio alemán durante los años previos a la Gran Guerra. A partir de 1919 y hasta 1931, operó bajo el nombre de Liga Marítima Alemana (Deutscher Seeverein). Sería disuelta en diciembre de 1934 por los nacionalsocialistas.

## Antecedentes
La unificación de Alemania bajo el liderazgo prusiano en 1871 fue el punto que definió el deseo de los nacionalistas alemanes de tener una gran Marina de clase mundial. El recién nombrado emperador, Guillermo I, como rey de Prusia, era el jefe del Estado más fuerte que formaba parte del nuevo Imperio. Su Armada Prusiana se había convertido en la Armada de la Confederación Alemana del Norte en 1867, y ahora se convirtió en la Armada Imperial Alemana. La Armada de Prusia y la de la Confederación de Alemania del Norte habían sido relativamente pequeñas, con el propósito limitado de proteger las costas del mar Báltico y del mar del Norte, y «mostrar la bandera» en todo el mundo.

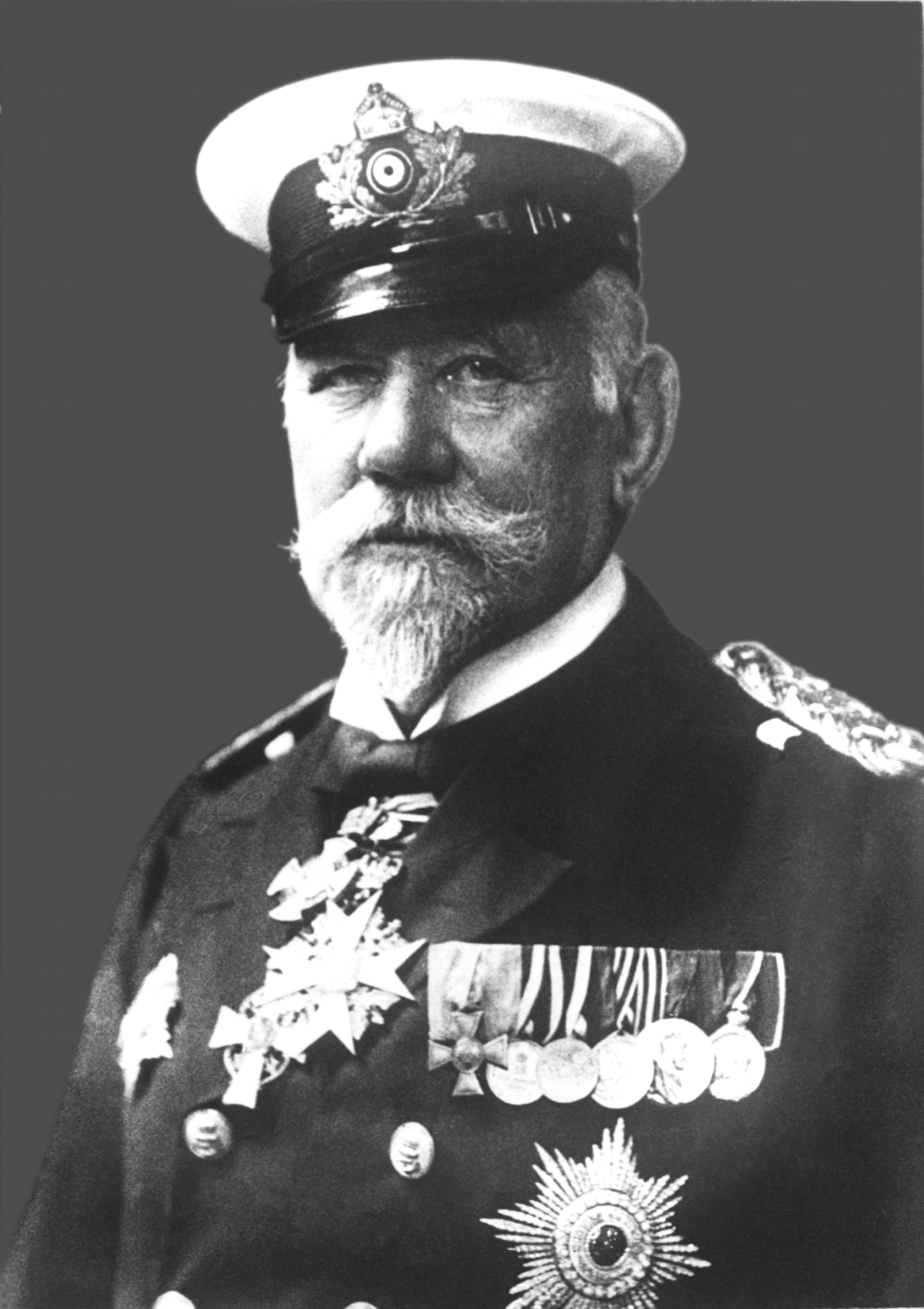
Hans von Koester.

La política naval alemana cambió de manera decisiva tras el acceso del káiser Guillermo II en 1888 y la renuncia del canciller Otto von Bismarck dos años después. A medida que se intensificaba el reparto de África, sus ambiciones pasaron de un contexto europeo (Realpolitik) a una escena mundial (Weltpolitik). Los gobernantes alemanes buscaron un lugar en el mundo que creían acorde con su creciente fuerza industrial, principalmente mediante la creación de un imperio colonial para rivalizar con los de otras potencias. Para lograr estos intereses, consideraban cada vez más necesario un nuevo instrumento de poder: una flota de clase mundial. Estas medidas culminaron en 1889, con el establecimiento de la Oficina Naval Imperial (Reichsmarineamt).
En 1897, el contraalmirante Alfred von Tirpitz, un seguidor de las teorías navalistas de Alfred Thayer Mahan sobre La influencia del poder marítimo en la historia, 1660-1783 (1890), se convirtió en su secretario. Tirpitz influyó ampliamente en la política exterior y de seguridad del Imperio, según su concepto de que una Armada alemana fuerte sería indispensable para cambiar el equilibrio de poder; debían construir una «flota de riesgo» (Risikoflotte)  capaz de igualar a la Marina Real británica y, así, impedir que derrotara a Alemania sin sufrir insustituibles pérdidas en mano de obra y buques de capital.
Algunos círculos influyentes en el Gobierno alemán, encabezados por el secretario de Estado de Asuntos Exteriores, Bernhard von Bülow, apoyaron la fundación de la Liga de la Flota. Su objetivo era movilizar el sentimiento popular en favor de una Armada alemana más poderosa y trabajar en nombre de su expansión. La propaganda temprana de la Liga de la Flota contenía una serie de consignas económicas, cuyo objetivo era obtener el apoyo de la industria y el comercio. Pronto, la amenaza del movimiento obrero se agregó a los argumentos.

## Leyes de la Flota
Ver también: Leyes Navales Alemanas
Tirpitz introdujo la primera ley de la Flota en el Reichstag en abril de 1898. A esto le siguió una segunda ley en junio de 1900, con un plazo de once años para construir una Armada de dos buques insignia, treinta y seis acorazados, once cruceros grandes y treinta y cuatro pequeños.
El 15 de junio de 1897, Tirpitz presentó al káiser Guillermo una revisión del proyecto de ley de construcción naval. Para el 29 de octubre, Tirpitz había obligado al Reichstag a aprobar el proyecto con pequeñas modificaciones. Los debates sobre su ratificación, sin embargo, se extendieron desde junio de 1897 hasta abril de 1898. Los esfuerzos conjuntos del káiser y la clase mercantil dieron sus frutos. A pesar de una gran oposición en el Reichstag, sobre todo de los socialdemócratas, se aprobó el 10 de abril de 1898.

## Efectos
Además de la influencia en las decisiones políticas, el objetivo de la Liga era fortalecer la comprensión y el interés del pueblo alemán por la importancia y los deberes de la Flota. También se debía perseguir mediante la difusión de la información a través de la palabra escrita y hablada. Estos esfuerzos despertaron un entusiasmo generalizado por la Marina, que se reflejó en varias revistas y libros de aventuras, hasta tarjetas coleccionables y trajes de marinero para niños. En 1898, la Liga de la Flota tenía más de 300 000 miembros de pago y 770 000 afiliados a través de otras asociaciones. Se convirtió en la organización más grande de su tipo en Alemania, e incomparablemente una de las más grandes de todas las organizaciones navales en otros lugares. En la víspera de la Primera Guerra Mundial, había atraído a más de un millón de miembros, incluidos individuos de renombre, así como numerosas corporaciones y compañías (por ejemplo, el conglomerado de los Krupp).
Aunque las asociaciones nacionalistas decían ser apolíticas, su característica más distintiva fue la radicalización gradual de sus posicionamientos. A comienzos del siglo xx, los líderes y miembros ingenuos afirmaron que la Liga era una organización «suprapartidaria», dedicada a reunir a todas las fuerzas patrióticas en apoyo general de la política naval y mundial del káiser. En 1905, cuando los británicos introdujeron la clase de acorazado dreadnought, solicitaron al Gobierno alemán que también aumentara el tamaño de sus acorazados con la clase Nassau. Aun con la oposición dentro de Alemania, incluso del canciller Von Bülow (1900-1909), la expansión naval continuó, con los costos de construcción aumentando de manera proporcional. El apoyo de la Liga de la Flota, fundada en parte para influir en la aprobación de contratos navales, combinado con grandes preocupaciones industriales, hizo esto posible.
Frente a las ideas de Tirpitz, las principales embarcaciones de la Marina alemana no jugaron un papel decisivo en la Primera Guerra Mundial, hasta el motín de Wilhelmshaven en octubre de 1918. Sin embargo, la Liga de la Flota sí influyó en otras causas, sobre todo políticas. Entre 1890 y 1913, la población de Alemania había aumentado en un 40%. Mientras tanto, el Imperio se había convertido en el principal productor de acero en Europa, y los grandes cambios sociales en todo el país crearon una nueva clase de consumidores, a la vez que una creciente y amplia clase trabajadora. La clase mercantil alemana, compuesta principalmente por liberales económicamente progresistas, estaba representada en su mayor parte en el ala izquierda del Reichstag; en oposición a este partido, la antigua aristocracia prusiana estaba a la derecha. El centro lo ocupaba el partido católico Zentrum, con miembros que solían ser neutrales o conservadores. Las organizaciones marxistas, que instigaban una feroz resistencia al «prusianismo», crecieron con rapidez a fines del siglo xix, tanto dentro como fuera de Alemania.
Para 1912, los socialdemócratas habían logrado ganar un tercio de todos los votos emitidos. Al igual que en el resto de Europa, la creciente clase obrera de Alemania se volvió más militante, con movimientos de huelga dirigidos por los sindicatos y surgiendo tensiones de clase. El ascenso de los socialdemócratas provocó temores en los círculos de la clase media de una crisis en la sociedad, un debilitamiento del gobierno y la anarquía general. Como reacción, grupos como la Liga Pangermana y la Liga de la Flota Alemana intentaron frenar esa influencia de los socialdemócratas.